# Championnats du monde de cyclisme sur route 2007
Navigation
Salzburg 2006 Varese 2008
Les championnats du monde de cyclisme sur route 2007 se sont déroulés du 25 au 30 septembre à Stuttgart en Allemagne.

## Résultats

### Hommes
| Épreuves         | Or                       | Or              | Argent                   | Argent         | Bronze                      | Bronze         |
| Course en ligne  | Paolo Bettini Italie     | 6 h 44 min 43 s | Alexandr Kolobnev Russie | m.t.           | Stefan Schumacher Allemagne | m.t.           |
| Contre-la-montre | Fabian Cancellara Suisse | 55 min 41 s 35  | László Bodrogi Hongrie   | 56 min 33 s 41 | Stef Clement Pays-Bas       | 56 min 39 s 06 |

### Femmes
| Épreuves         | Or                          | Or              | Argent                       | Argent          | Bronze                     | Bronze         |
| Course en ligne  | Marta Bastianelli Italie    | 3 h 46 min 34 s | Marianne Vos Pays-Bas        | 3 h 46 min 40 s | Giorgia Bronzini Italie    | m.t.           |
| Contre-la-montre | Hanka Kupfernagel Allemagne | 34 min 43 s 79  | Kristin Armstrong États-Unis | 35 min 07 s 26  | Christiane Soeder Autriche | 35 min 25 s 32 |

### Moins de 23 ans
| Épreuves                         | Or                     | Or              | Argent                      | Argent         | Bronze                      | Bronze         |
| Course en ligne moins de 23 ans  | Peter Velits Slovaquie | 4 h 21 min 22 s | Wesley Sulzberger Australie | m.t.           | Jonathan Bellis Royaume-Uni | m.t.           |
| Contre-la-montre moins de 23 ans | Lars Boom Pays-Bas     | 48 min 57 s 93  | Mikhail Ignatiev Russie     | 49 min 05 s 99 | Jérôme Coppel France        | 49 min 43 s 52 |

## Tableau des médailles
| Rang | Pays        | Médaille d'or | Médaille d'argent | Médaille de bronze | Total |
| 1    | Italie      | 2             | 0                 | 1                  | 3     |
| 2    | Pays-Bas    | 1             | 1                 | 1                  | 3     |
| 3    | Allemagne   | 1             | 0                 | 1                  | 2     |
| 4    | Slovaquie   | 1             | 0                 | 0                  | 1     |
| 4    | Suisse      | 1             | 0                 | 0                  | 1     |
| 6    | Russie      | 0             | 2                 | 0                  | 2     |
| 7    | Australie   | 0             | 1                 | 0                  | 1     |
| 7    | Hongrie     | 0             | 1                 | 0                  | 1     |
| 7    | États-Unis  | 0             | 1                 | 0                  | 1     |
| 10   | Autriche    | 0             | 0                 | 1                  | 1     |
| 10   | France      | 0             | 0                 | 1                  | 1     |
| 10   | Royaume-Uni | 0             | 0                 | 1                  | 1     |